# Matelot

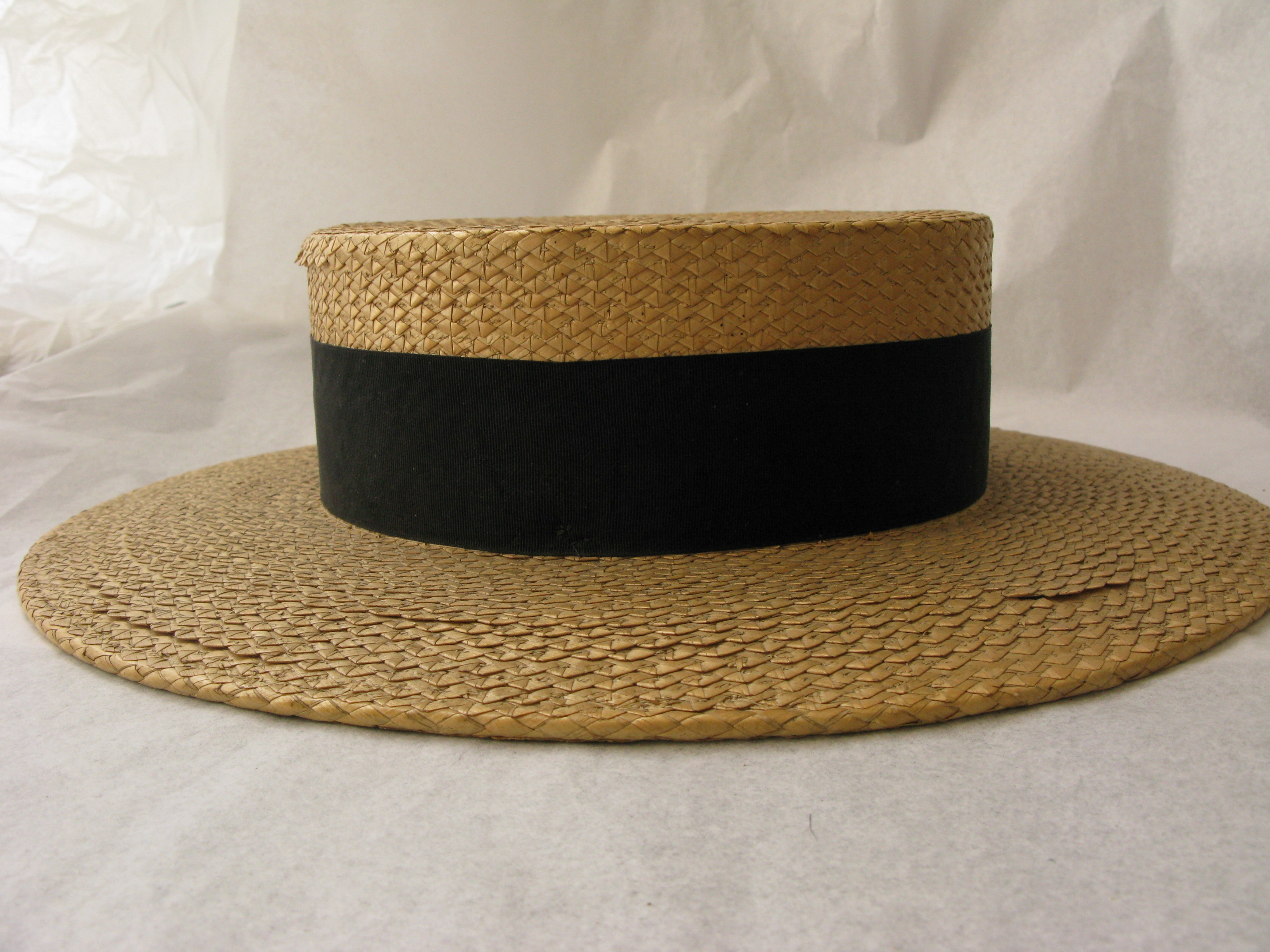
Ein „Boater“ Hut

Der „Matelot“ (frz. Matrose), ist eine flache ovale Hutform, die in Deutschland als „Kreissäge“ oder „Butterblume“, in Österreich auch als „Girardihut“ (nach dem Schauspieler Alexander Girardi), bekannt ist. Weitere Schreibweisen und Bezeichnungen dieser Hutform sind: „Matlot“, „Canotier“ (frz. Kahnfahrer), auch „Kanotier“ oder „Boater“ (engl. Bootsfahrer).

## Form
Der Matelot ist ein Hut von ovaler oder runder Grundform, dessen Hutkopf flach und zylinderförmig ist. Die Krempe ist in der Regel tischflach. Der klassische Matelot ist mit einem dunklen Ripsband garniert. Als Marinekopfbedeckung kann der Matelot eine breitere, leicht nach oben gebogene Krempe aufweisen.

## Material
Traditionell wird der Matelot aus Strohborten gefertigt, die Form wird jedoch in verschiedensten Materialien adaptiert.

### Weizenstrohmottlets
Der Matelot wird aus gereihten Weizenstrohborten (auch „Mottlet“ genannt) schneckenförmig vom oberen Mittelpunkt der Kopfplatte nach außen hin bis zur Krempe mit speziellen Strohnähmaschinen genäht, wie beispielsweise die „Anita“-Nähmaschine oder Strohnähmaschinen der Firma Grossmann. Dieser Ansatzpunkt des Nähens nennt sich „Knips“ oder „Butzen“. Die Strohborten werden durch die Behandlung mit Leim oder Schellack gehärtet, so erhält die Kopfbedeckung ihre besonders steife Haptik. Die Verarbeitung von einem Dreihalmgeflecht mit beidseitigen Dreieckszacken kann als Namensherkunft der Bezeichnung „Kreissäge“ interpretiert werden. Von oben betrachtet erinnert die runde, flache und harte Form mit den Zacken an ein Sägeblatt.

### „Röhrlihut“
Der sogenannte „Röhrlihut“ wird durch ein spezielles Knüpfsystem über einer Holzform mit Einspannvorrichtung gefertigt. Der Schweizer Kanton Aargau ist besonders bekannt für diese Technik. Es werden keine verflochtenen Strohborten verwendet, sondern komplette Strohhalme, die durch den Verlauf von Knüpfpunkten in Form gehalten werden.

### Florentiner
In Italien ist im Großherzogtum der Toskana die Strohflechtkunst und die Herstellung von Strohhüten seit 1575 dokumentiert. Schon in der Antike ist das Tragen von Strohhüten in dieser Region belegt. Der sogenannte „Florentiner“ ist seit dem 15. Jahrhundert als modisches Kleidungsstück der gehobenen Gesellschaft dokumentiert.
In Lehrwerken für hutverarbeitende Berufe wird der Florentiner in seiner Herstellungsform genauer beschrieben. Strohborten aus Weizenstroh werden Kante an Kante gelegt und durch das Auffädeln („Ramaillieren“) eines Fadens (in einigen Quellen wird für diesen Vorgang auch feines Stroh erwähnt) miteinander verbunden. Von außen wirkt diese Technik wie ein nahtloser Übergang zwischen den Borten. Diese Handwerkstechnik wird auch als „ramayieren“ oder „fädeln“ beschrieben, sie erzeugt „gefädelte Strohhüte“. Die Bezeichnung eines „echten Florentiners“ beschreibt einen ramaillierten Fädelhut. Ein solcher soll aus Dreizehn-Vollhalmgeflechten hergestellt werden, dies beschreibt einen 13-halmigen Flechtvorgang von ungespaltenen Strohhalmen. Die Verarbeitung von noch nicht bis zur Ährenreife gewachsenem Stroh ermöglicht die Herstellung besonders flexibler und weicher Fabrikate.
Diese aufwendige Handarbeit ist bis ins Jahr 1930 dokumentiert.

### Ganzgeflecht
Die Form des Matelots kann auch als Ganzgeflecht hergestellt werden, welches komplett aus Flechthalmen diagonal von der Mitte des Hutkopfes („Knips“) ausgehend geflockt wird und auf Hutformen, dem Ziehstand oder mit Haubenpressen gepresst wird. Materialien für diese Herstellungsweise sind beispielsweise die Blattfasern der Toquillapalme, die auch für sogenannte „Panama-Hüte“ verflochten wird.

## Bezug zur Marine
Durch die Verbreitung von Bildern der Kinder von Monarchen im Matrosenanzug (z. B. 1846 des fünfjährigen Kronprinzen Edward) wurden diese zu modischen Vorbildern. Der Matrosenanzug und -kleidchen wurden Teil der bürgerlichen Kinderkleidung. Somit gewann die Hutform in der Kinderbekleidung an Beliebtheit.
Die Flottenbegeisterung im deutschen Kaiserreich regte die Popularisierung der Matrosenhüte an. Der Matelot war Teil der Paradeuniform der Schiffsbesatzung. In diesem Zusammenhang weist der Matelot eine breite, leicht nach oben gebogene Krempe mit schwarzem feinen Ripseinfass auf. Das Hutband ist schwarz und häufig mit dem Namen des zugehörigen Schiffes bestickt. Das Garniturband endet in der hinteren Mitte mit langen Anhängen.
Die Matrosenhüte als Teil der Uniform, die Kaiser Wilhelm II. für seine repräsentative Staatsyacht „S.M.Y. Hohenzollern“ anfertigen ließ, wurden als Exklusivauftrag durch die Hutfabrik Ottmar Reich GmbH & Co. hergestellt. In dem ehemaligen Fabrikgebäude befindet sich heute das Deutsche Hutmuseum Lindenberg, in dem auch ein solches Original in der Dauerausstellung zu finden ist. Bis zum Ersten Weltkrieg wurden dort jährlich etwa 300 dieser Matrosenhüte gefertigt.

## Geschichte
Erste Belege für das Auftreten des Matelots in der Herrenmode finden sich in den 1840er Jahren. Ab 1860 wurde er als Kinderhut getragen und nahm nach 1870 Eingang in die Damenmode. Um 1880 wurde der Matelot breitflächig in der Herrenbekleidung adaptiert.
Schüler des britischen Eton College tragen die Hutform des „Boaters“ zum jährlichen „Boat-Day“.
Im Laufe der zweiten Hälfte des 19. Jahrhunderts wurde die Kreissäge salonfähig und auch zu Gehrock und Frack getragen. Zusammen mit der Popularisierung des Fahrrades war der Matelot eine beliebte Sport- und Freizeitkopfbedeckung. In den 1890er Jahren war der Girardi-Hut die populärste Sommerkopfbedeckung in Wien. Die Form des Matelots war bis in die 1935er Jahre ein beliebter Teil der Herrenbekleidung und bis in die 1950er Jahre der Damenbekleidung. Die klassische und durchaus zeitlose Form erfreut sich bis heute einiger Beliebtheit.

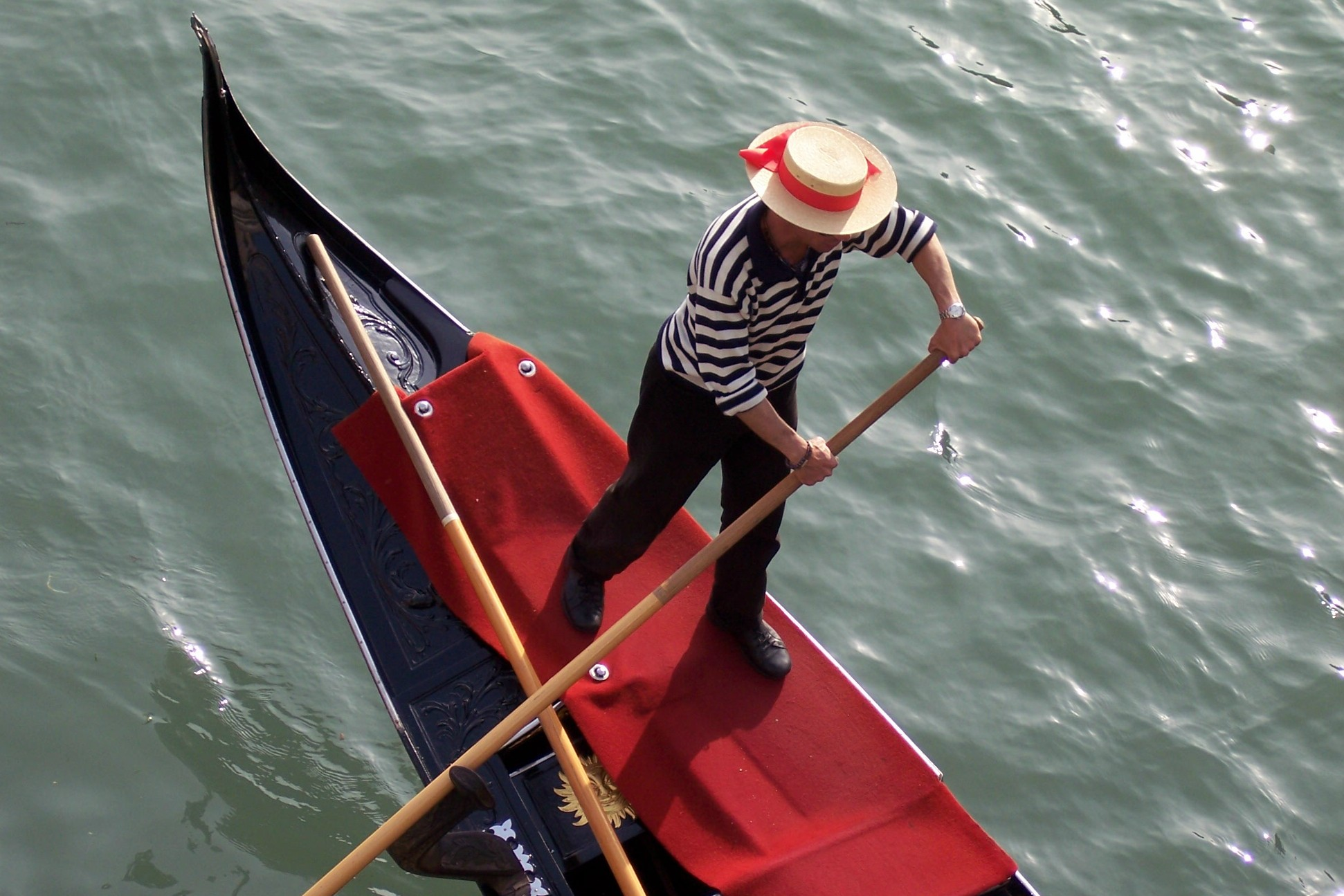
Gondoliere (2006)

Im Absatzmarkt der Hutproduktion, insbesondere in Lindenberg im Allgäu, ist ab 1924 ein Einbruch in den Verkaufszahlen zu verzeichnen. Die Krise in der Strohhutproduktion hatte Betriebsschließungen oder Umorientierungen hin zur Filzhutherstellung in der Region zufolge. Zuvor war der bortengenähte Strohhut ein Aushängeschild der Region. Die Lindenberger Chronik verzeichnet 1923 mit der Hyperinflation das Ende der Matelot Herrenhüte und 1925 den Zusammenbruch der Strohhutindustrie.
Bis heute ist der Kanotier mit roter Garnitur und Abhang die traditionelle Berufsbekleidung der Gondolieri in Venedig. Dies wurde  als Kleidungsvorschrift nach dem Zweiten Weltkrieg von der Genossenschaft der Gondolieri eingeführt.
Die Form des Matelots erfreut sich noch heute einiger Beliebtheit bei Kinderuniformen, beispielsweise bei Taufen oder der Erstkommunion. Schuluniformen in Japan und Ungarn nutzen den Matelot als Teil der Kleidungsvorschrift.

## Persönlichkeiten
Folgende prominenten Persönlichkeiten werden mit der Hutform in Verbindung gebracht:
Alexander Girardi, Maurice Chevalier, Buster Keaton, Fred Astaire, Elton John